# Mario Manzoni
Simone Biasci (Almenno San Bartolomeo, Lombardia, 14 de julho de 1969) era um ciclista italiano, que foi profissional entre 1991 e 2004. Em seu palmarés destaca uma vitória de etapa ao Giro d'Italia de 1997. Um golpe retirado, tem dirigido diferentes equipas.

## Palmarés
- 1988
  - 1.º no Piccolo Giro dei Lombardia
  - 1.º na Coppa Stignani
- 1989
  - 1.º na Coppa Caduti Nervianesi
- 1990
  - 1.º no Grande Prêmio Somma
  - 1.º no Grande Prêmio Delfo
  - Vencedor de uma etapa da Settimana Ciclistica Bergamasca
- 1992
  - 1.º no Trofeo Masferrer
- 1993
  - Vencedor de uma etapa da Estrada México
- 1994
  - Vencedor de uma etapa da Tirreno-Adriático
- 1996
  - Vencedor de uma etapa do Volta à Romandia
- 1997
  - Vencedor de uma etapa do Giro d'Italia
- 1998
  - Vencedor de uma etapa do Tour dos Alpes
  - Vencedor de uma etapa da Settimana Ciclistica Bergamasca

### Resultados ao Tour de France
- 1995. Abandona (4a etapa)

### Resultados à Volta em Espanha
- 1991. Abandona

### Resultados ao Giro de Itália
- 1993. 121.º da classificação geral
- 1995. 108.º da classificação geral
- 1996. 86.º da classificação geral
- 1997. Abandona. Vencedor de uma etapa
- 2000. 86.º da classificação geral
- 2001. 116.º da classificação geral
- 2002. 136.º da classificação geral
- 2003. 80.º da classificação geral
- 2004. 135.º da classificação geral